# Makov (Pardubice)
Makov é uma comuna checa localizada na região de Pardubice, distrito de Svitavy.